# Pastor Obligado
Pastor Obligado né le 9 août 1818 à Buenos Aires, mort le 12 mars 1870 à Córdoba (Argentine) est un avocat, homme politique et militaire argentin, membre du Parti unitaire, du Parti libéral puis du Parti autonome, gouvernant l'État de Buenos Aires, lors de la sécession de la Confédération argentine, après la chute de Juan Manuel de Rosas. Fils de Manuel Obligado et de Juana Tejedor (ou Texedor), il est baptisé Justo Pastor del Corazón de Jesús Obligado le 10 août 1818, dans la paroisse Nuestra Señora de la Merced de Buenos Aires. Le poète Pastor Servando Obligado est le fils de Pastor Obligado.

## Biographie
Pastor Obligado étudie le droit à l'Université de Buenos Aires, où il obtient son diplôme d'avocat en 1845. Partisan de Juan Manuel de Rosas pendant sa gouvernance dans la province de Buenos Aires. Grâce aux influences de sa riche famille, il est nommé juge en comparution immédiate lors de la bataille de Caseros (3 février 1852), au cours de laquelle Rosas est vaincu par Justo José de Urquiza.
Membre de la soi-disant jeune génération, il rejoint le Parti unitaire, farouchement opposé au régime fédéral qu'Urquiza avait imposé au pays dans les Accords de San Nicolás. Le Parti Unitaire divisé en deux secteurs : Les autonomistas ou pandilleros et les nacionalistas ou chupandinos. L'aile autonomiste, dirigée par Valentín Alsina, cherche la séparation définitive de Buenos Aires, du reste des provinces argentines. L'aile nationaliste dirigée par Bartolomé Mitre cherche à réunifier Buenos Aires avec la confédération, mais en imposant un nouvel ordre politique qui permettrait à Buenos Aires de conserver son hégémonie. Obligado rejoint le parti autonomiste.
Grâce à la Révolution du 11 septembre 1852, le Parti unitaire renverse le gouvernement fédéral qui gouvernait Buenos Aires sous Urquiza. L'une des premières mesures du gouvernement provisoire dirigé par le général Manuel Guillermo Pinto est d'ordonner la séparation de la province de la confédération, donnant ainsi naissance à l'État de Buenos Aires

### Gouverneur de Buenos Aires
Après l'échec de Valentín Alsina comme gouverneur provisoire, Obligado conclut un pacte avec la faction nationaliste de Bartolomé Mitre et grâce à leur soutien, il sera élu gouverneur de l'État en 1854.
La constitution est votée à Buenos Aires, en défi clair à la Constitution Nationale de 1853. Les relations avec le gouvernement du Paraná sont suffisamment tendues pour que les armes soient prises en 1854. L'armée de Buenos Aires défait les forces d'Entre Ríos du général Jerónimo Costa dans la bataille d'El Tala, mais Urquiza réussit à obtenir un accord avec Obligado engageant les deux parties de s'entraider en cas d'agression étrangère.
Durant son gouvernement, Obligado profite des fonds fournis par les douanes pour améliorer les infrastructures de Buenos Aires. Il fonde de nombreuses écoles primaires, jette les bases de l'École nationale de Buenos Aires, urbanise la campagne, transforme d'anciens forts et entreprend des travaux sur l'eau potable et l'éclairage au gaz pour Buenos Aires.
Le 14 octobre 1855, l'armurier français Adolphe Bertonnet réalise la première démonstration pratique du télégraphe de Foy et Breguet en utilisant une ligne tendue entre l'Hôtel de Provence et les locaux du daguerréotypiste italien Luigi Bartoli sur la place Victoria. Le gouverneur Pastor Obligado et ses ministres Valentín Alsina, Norberto de la Riestra et Bartolomé Mitre présents, ne seront pas convaincus par l'équipement.
Durant son mandat, les travaux de la première ligne de chemin de fer sont entamés. La ligne sera inaugurée et développée par son successeur le 30 août 1857.

### Années ultérieures
En 1859, il est élu à l'Assemblée législative provinciale. Lorsque la situation de tension entre l' État de Buenos Aires d'alors et le reste des provinces débouche à la bataille de Cepeda. Pastor Obligado combat sous les ordres d'Alsina. La défaite de Buenos Aires et la signature du Pacte de San José de Flores représente un sérieux revers pour ses intérêts séparatistes. Cependant, il est nommé ministre du gouverneur Bartolomé Mitre et, lorsqu'il se souleve contre le gouvernement national de Santiago Derqui, il reprend les armes lors de la bataille de Pavón. Il sera plus tard ministre de la Guerre et de la Marine pendant la présidence de Mitre, et député national de 1862 jusqu'à sa mort à Córdoba en 1870.